# (24492) Nathanmonroe
(24492) Nathanmonroe est un astéroïde de la ceinture principale d'astéroïdes.

## Description
(24492) Nathanmonroe est un astéroïde de la ceinture principale d'astéroïdes. Il fut découvert le 30 décembre 2000 à Socorro (Nouveau-Mexique) par le projet LINEAR. Il présente une orbite caractérisée par un demi-grand axe de 2,63 UA, une excentricité de 0,08 et une inclinaison de 1,3° par rapport à l'écliptique.

## Compléments